# Catasetinae
Catasetinae Lindl., 1843 è una sottotribù di piante appartenente alla famiglia delle Orchidacee (sottofamiglia Epidendroideae, tribù Cymbidieae).

## Biologia
Le specie di questa sottotribù si riproducono per impollinazione entomogama ad opera di api euglossine.

## Tassonomia
La sottotribù comprende i seguenti generi:
- Catasetum Rich. ex Kunth, 1822 (190 spp.)
- Clowesia Lindl., 1843 (7 spp.)
- Cyanaeorchis Barb.Rodr. (3 spp.)
- Cycnoches Lindl., 1832 (33 spp.)
- Dressleria Dodson, 1975 (13 spp.)
- Galeandra Lindl., 1830 (40 spp.)
- Grobya Lindl., 1835 (5 spp.)
- Mormodes Lindl., 1836 (84 spp.)